# Orkanen Katrina
Orkanen Katrina er orkanen, der fra den 23. – 31. august 2005 bevægede sig fra sit dannelsessted nord for Cuba over Florida til Louisiana, hvor den ramte byen New Orleans den 29. august. Orkanen var som den første i nyere tid oppe i kategori 5. Under passagen af den centrale del af den Mexicanske Golf blev orkanen nedgraderet til kategori 3, inden den ramte byen, hvor den forårsagede digebrud og omfattende oversvømmelser. Katrina var en af de mest dødelige i amerikansk historie med 1.836 bekræftede dødsfald . Katrina var også den indtil videre mest kostbare orkan i USA: Skaderne løb op i omkring 81,2 mia. dollar.
Da Orkanen Katrina ramte New Orleans den 29. august 2005, var den skyld i omkring 2.000 tabte menneskeliv på trods af, at man vidste, at den var på vej. Den blev dannet den 23. august nord for Cuba og bevægede sig med en hastighed på lidt over 50 km/t. Katrina bevægede sig fra sit dannelsessted nord for Cuba, videre til Florida og forbi Louisiana, hvor den ramte byen New Orleans. Orkanen var som den første i nyere tid oppe i kategori 5 (det højeste i orkanstyrke, men da den ramte New Orleans, var den svækket til styrke 3-4). Da Katrina ramte New Orleans forårsagede den, at 75 % af byen blev oversvømmet. Oversvømmelserne skyldtes især, at digerne til Lake Pontchartrain blev ødelagt, og søens vand strømmede ind i byen. Derudover var digerne ud mod det åbne vand i Den Mexicanske golf ikke vedligeholdt og kunne derfor ikke bremse vandet derfra. Katrina var ikke alene den mest dødelige, men også den tredje dyreste orkan i USA's historie med omkostninger på omkring 108 mia. dollars. I omkostninger er den i USA kun overgået af ”Miami” i 1926 og ”Galveston” i 1900.
På grund af at byen ligger lavere end havoverfladen, er den omgivet af diger. Så da digerne brød sammen, lagde det byen under vand. Se figur nedenfor, der illustrerer forskellene. 
Med den store fattigdom, byen er plaget af, var husene heller ikke sikret specielt godt. Mange blev af den grund hjemløse.
Efterfølgende var der store problemer i New Orleans. Staten havde lovet, at digerne var vel vedligeholdt. Så da det allerværste oprydningsarbejde var overstået i New Orleans, var der retssager mod firmaerne, der havde stået for bygning af digerne, og sager mod staten, anlagt af de værst ramte beboere i byen, fordi staten ikke havde sørget for, at digerne blev ordentligt vedligeholdt.
Orkanen Katrina blev beskrevet som ”en national fiasko” i en rapport fra den amerikanske kongres. ”Hjælpen var for ringe, og skaderne blev ikke hindret effektivt” siger rapporten. Rapporten retter voldsom kritik mod alle niveauer i regeringen. Både New Orleans borgermester, FEMA, staten og Bush fik massiv kritik i rapporten. Kritikken mod borgermesteren lød: ”Ray Nagin reagerede alt for sent på katastrofen.”. Kritikken mod FEMA sagde, at de havde arbejdet ineffektivt og med stor forsinkelse. Bush blev kritiseret for ikke at kunne skelne mellem forskellige oplysninger om orkanens omfang, hvilket forhindrede hurtig hjælp. En talsmand for George W. Bush afviser kritikken af Bush: ”Bush var optaget af og involveret i hjælpeopgaven”. Staten blev kritiseret for ikke at have vedligeholdt digerne, som de havde lovet. Konspirationsteorier siger, at regeringen bevidst har prøvet at undlade at hjælpe for at løse New Orleans problemer med fattigdom og kriminalitet.